# Tipula hedgesi
Tipula hedgesi är en tvåvingeart som beskrevs av Alexander 1961. Tipula hedgesi ingår i släktet Tipula och familjen storharkrankar. Inga underarter finns listade i Catalogue of Life.